# OHaNAS
OHaNAS（発音はオハナス）はNTTドコモとタカラトミーが共同開発したコミュニケーショントイ・オムニボット。ドコモの「しゃべってコンシェル」の技術を応用した「自然対話プラットフォーム」を世界で初めて採用している。会話専用のため自走機能は無い。定価は19,800円（税抜き）で10月1日発売、年間販売目標は10万個。

## 概要
OHaNASは略称であり正式名称Organized Human interface and Network Artificial intelligence Systemを略したものとされている。
このネーミングには「みんなとお話して、話に花が咲くように」というスタッフの思いが込められている。デザインモチーフは羊で「ひつじのしつじ君」を意識している。
OHaNASと会話を楽しむには専用アプリをインストールしたスマートフォンかタブレット（iOS 8.3またはAndroid OS 4.2以降）をBluetoothでペアリングして行なう。ドコモクラウドを利用しているがインターネット接続環境さえあればドコモと通信契約する必要はない。ユーザープロフィールを設定することで名前で呼んでくれるようになる。
月額料金は2年間無料、3年目以降は有料を検討している。現在は日本語のみサポートされているが1年以内に英語の対応を予定している。

2016年5月27日NTTドコモはOHaNASなどに会話を追加できる法人向けサービス「おしゃべりロボット for Biz」の提供を発表。OHaNASの場合は従来の2万パターンから商品紹介や業界向けの50パターンを追加可能予定。費用は1万9800円の本体購入とは別に初期登録料50万円、1台あたり月額3万5000円を予定している。

## 沿革
- 2015年6月4日 - OHaNAS発表
- 2015年10月1日 - OHaNAS発売
- 2016年5月30日 - おしゃべりロボット for Biz 提供予定[7]
- 2018年1月15日 - アプリサービス終了のお知らせ
- 2018年2月1日 - アプリサービス終了に伴い、代替アプリ（iOS版）の提供開始
- 2018年2月28日 - 代替アプリ（Android版）の提供開始

## 仕様
| テクニカル・スペック | テクニカル・スペック                                                             |
| -------------------- | -------------------------------------------------------------------------------- |
| サイズ               | 高さ160 mm×奥行160 mm×幅160 mm                                                   |
| 重量                 | 590 g(電池込)                                                                    |
| バッテリー           | アルカリ単2乾電池3本(別売り) 外部電源(タカラトミー玩具用ACアダプタType5・別売り) |
| 稼働時間             | 1日20～30分の使用で約2～3週間、連続使用で10時間                                  |
| 通信方式             | Bluetooth 2.0                                                                    |